# Pont Notre-Dame

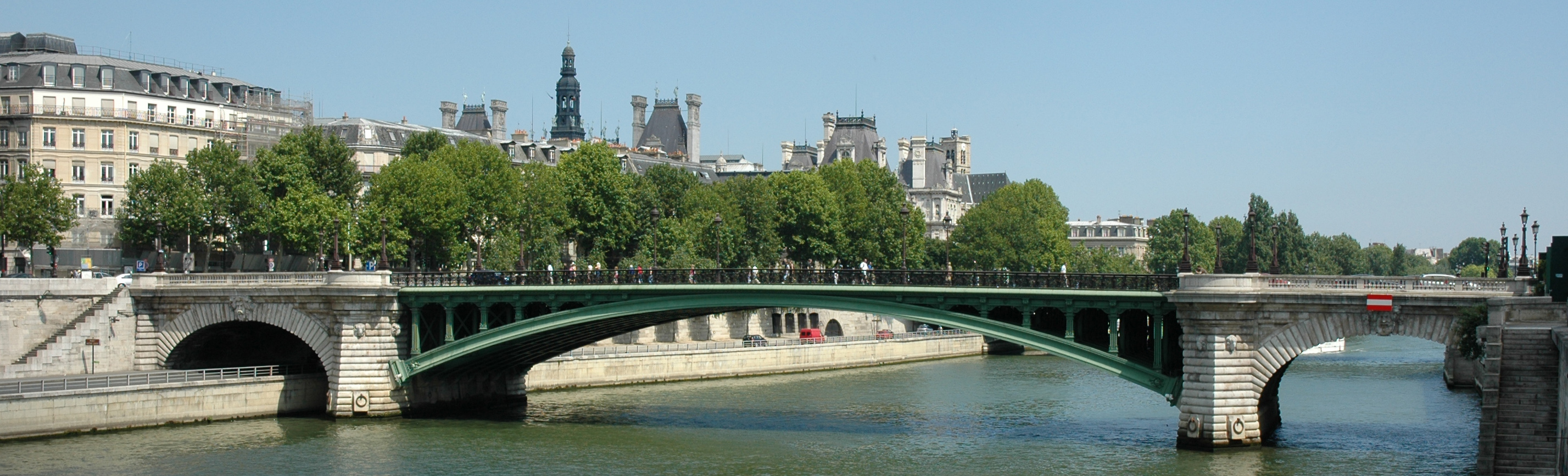
Pont Notre-Dame

Pont Notre-Dame (česky Most Panny Marie) je most přes řeku Seinu v Paříži. Nachází se ve 4. obvodu, kde spojuje pravý břeh a ostrov Cité. Poslední přestavba pochází z let 1910–1914. Most byl pojmenován podle katedrály Notre-Dame.

## Historie
Na tomto místě mezi ostrovem Cité a pravým břehem stával nejstarší známý most v Paříži zvaný Velký most (Grand-Pont), jehož název odlišoval od Malého mostu (Petit-Pont), který spojoval ostrov Cité s levým břehem. Most byl zničen při nájezdu Normanů v roce 886. Další dřevěný most zde vydržel do roku 1406, kdy jej odnesla povodeň. V roce 1413 nechal Karel VI. vybudovat opět dřevěný most s pevnější konstrukcí, který se nazýval Notre-Dame, na němž se nacházelo až 60 domů. Tento most se zhroutil 28. října 1499. V roce 1500 začala výstavba nového kamenného mostu o šesti obloucích, která skončila v roce 1507. Také tento most nesl mnoho domů a obchodů. Tyto domy byly jako první v Paříži očíslovány. V roce 1660 byl most opraven a vyzdoben na počest příjezdu dcery španělského krále Filipa IV., Marie Terezie Habsburské do Paříže, která se na základě Pyrenejské smlouvy stala manželkou Ludvíka XIV. a královnou Francie a Navarry. V roce 1786 byly na příkaz krále Ludvíka XVI. odstraněny z mostu všechny stavby.
V roce 1853 byl starý most nahrazen novým rovněž kamenným, který měl jen pět oblouků. Most byl pro říční dopravu nebezpečný, mezi lety 1891 až 1910 zde bylo 35 nehod lodí. Proto bylo rozhodnuto nahradit tři prostřední kamenné oblouky jedním kovovým, aby se usnadnil průjezd lodím. Stavba probíhala do roku 1914, ovšem slavnostní odhalení proběhlo až po skončení první světové války v roce 1919.

## Architektura
Most má tři oblouky. Dva krajní menší jsou kamenné z roku 1853, největší prostřední (60 m dlouhý) je z oceli. Celková délka mostu činí 105 metrů a šířka 20 metrů (12 m vozovka a 4 m dva chodníky).